# Le Lou-du-Lac

Le Lou-du-Lac este o comună în departamentul Ille-et-Vilaine, Franța. În 1 ianuarie 2018 avea o populație de 97 de locuitori.